# Sciopero legalitario
Lo sciopero legalitario fu uno sciopero indetto dall'Alleanza del Lavoro tra il 31 luglio ed il 7 agosto 1922, in atto di protesta contro la violenza fascista.

## Premessa
Nell'estate del 1921, per mancata comunanza di vedute, si stavano verificando i prodromi per uno scollamento tra l'ala politica e quella militare del fascismo. Superati grazie alla trasformazione dei Fasci italiani di combattimento nel Partito Nazionale Fascista (PNF), questa fase aveva dimostrato la possibilità di lotte e divisioni interne al movimento.
Lo squadrismo fascista, trovandosi nella fase finale dell'attacco alle organizzazioni politiche e sindacali antilegalitarie rivoluzionarie, era in procinto di scalare il conflitto con la propria macchina politica e bellica in ottica antiparlamentarista, anche contro le strutture dello Stato liberale e giungere al potere.
Il 20 luglio, a seguito della sfiducia sulla gestione dell'ordine pubblico, si dimise il governo Luigi Facta. Seguirono cinque fallimenti (Orlando, Bonomi, De Nicola, Meda, De Nava) ed il conseguente nuovo conferimento dell'incarico da parte del re a Facta stesso, che formò una coalizione ancor più debole della precedente.
In questo quadro venne organizzato lo sciopero legalitario che, paradossalmente per le organizzazioni di sinistra, dette a Benito Mussolini la possibilità di imporsi come "l'unica forza in grado di difendere la nazione dal caos generato dal biennio rosso" e quindi di impiegare tutta la forza fascista per sconfiggere la fazione rossa nella guerra civile in corso.

## I fatti
Il 31 luglio 1922 l'Alleanza del Lavoro, sigla in cui si riunirono i sindacati di sinistra, proclamò lo sciopero legalitario, uno sciopero generale a tempo indeterminato in opposizione al fascismo. I risultati furono disastrosi per i socialisti, che ottennero soltanto di spaventare la borghesia e la classe media instillandogli il timore per un ritorno alle violenze ed ai boicottaggi del biennio rosso.
Il segretario del PNF Michele Bianchi lanciò un ultimatum al Governo dando "48 ore di tempo allo Stato perché dia prova della sua autorità in confronto di tutti i suoi dipendenti e di coloro che attentano all'esistenza della Nazione". Nell'ultimatum si dichiarava che il partito fascista avrebbe rivendicato la sua "libertà d'azione" nel sostituirsi allo Stato nella repressione dello sciopero.
Come annunciato, i fascisti reagirono immediatamente allo sciopero in tutto il paese: gli iscritti ai sindacati nazionalisti non aderirono allo sciopero stesso, mantenendo in funzione tutti i servizi pubblici ed evitando l'interruzione della produzione in numerose industrie. In molte città amministrate dai socialisti, le squadre d'azione e le camicie azzurre nazionaliste occuparono i municipi. Duri scontri avvennero a Genova, Alessandria, Bari e Livorno. Il 3 agosto, a Milano, dopo la presa di Palazzo Marino, sede dell'amministrazione comunale, Gabriele D'Annunzio arringò le camicie nere da uno dei balconi.
Mussolini si carica tutta la responsabilità dello stroncamento dello sciopero legalitario. Grazie all'appoggio dell'opinione pubblica e del governo, le squadre d'azione poterono mettere in campo tutta la loro potenza di fuoco contro le organizzazioni "rosse". Vennero completamente distrutte e date alle fiamme decine di Camere del lavoro, sedi socialiste e comuniste, cooperative e leghe bracciantili rosse.
Lo sciopero fallì definitivamente dopo due giorni: solo a Parma ed a Bari le formazioni di difesa proletaria (socialisti, comunisti, anarchici) riuscirono a respingere i fascisti.

## Reazioni ufficiali
La direzione del PNF proclamò la sua vittoria con un comunicato ufficiale. La direzione del PSI diramò un comunicato, proponendo il rilancio dell'Alleanza del Lavoro. I comunisti criticarono invece la rapidità con cui venne dato lo stop allo sciopero legalitario.

## Cause del fallimento
I fattori che portarono al fallimento dello sciopero legalitario sono molteplici:
- La percezione dello sciopero come ripresa del sovversivismo tipico del biennio rosso e delle agitazioni nel settore pubblico, dopo un periodo di relativa calma sul fronte delle interruzioni dei servizi principali;
- La scarsa organizzazione degli scioperanti;
- La superiore capacità strategica e militare del fronte fascista di fronte a quello scioperante, grazie anche al gran numero di reduci ed ex ufficiali dell'esercito nelle file dello squadrismo;
- Il consenso dei mezzi di informazione e dei ceti medi alla repressione delle agitazioni.[7]